# Gramsh
Gramsh este un oraș din Albania.
1. ↑  GeoNames